# Pagvoške konferencije o nauci i svetskim pitanjima
Pagvoške konferencije o nauci i svetskim pitanjima su međunarodna organizacija koji okuplja naučnike i javne ličnosti kako bi radili na smanjenju opasnosti od oružanog sukoba i tražili rešenja za globalne bezbednosne pretnje. Osnovali su je 1957. godine Džozef Rotblat i Bertrand Rasel u Pagvošu, Nova Škotska, Kanada, nakon objavljivanja Rasel-Ajnštajnovog manifesta 1955. godine.
Rotblat i Pagvoška konferencija zajedno su dobili Nobelovu nagradu za mir 1995. godine za svoje napore na nuklearnom razoružanju. Međunarodne studentske/omladinske pagvoške grupe su postoje od smrti osnivača Sajrusa Itona 1979. godine.

## Poreklo Pagvoških konferencija
Rasel-Ajnštajnov manifest, objavljen 9. jula 1955, pozvao je na konferenciju za naučnike radi procene opasnosti od oružja za masovno uništavanje (koje je u to vreme obuhvatalo samo nuklearno oružje). Sajrus Iton, industrijalac i filantrop, ponudio je 13. jula da finansira i bude domaćin konferencije u svom rodnom gradu, Pagvošu, Nova Škotska. To se tada nije bilo prihvaćeno, jer je na poziv premijera Džavaharlala Nehrua planiran sastanak u Indiji. Sa izbijanjem Suecke krize indijska konferencija je odložena. Aristotel Onazis je ponudio da finansira sastanak u Monaku, ali je to odbijeno. Itonov bivši poziv je prihvaćen.
Prva konferencija održana je u onome što je postalo poznato pod nazivom Tinkersov Lodž u julu 1957. godine u Pagvošu u Novoj Škotskoj.

## Organizaciona struktura
Pagvoški „glavni cilj je eliminacija svih oružja za masovno uništavanje (nuklearno, hemijsko i biološko) i rata kao društvene institucije za rešavanje međunarodnih sporova. U tom smislu je mirno rešavanje sukoba dijalogom i međusobnim razumevanjem suštinski deo pagvoških aktivnosti, što je posebno relevantno kada i gde se nuklearno oružje i drugo oružje za masovno uništavanje raspoređuju ili mogu koristiti.”
„Različite pagvoške aktivnosti (opšte konferencije, radionice, studijske grupe, konsultacije i posebni projekti) pružaju kanal komunikacije među naučnicima, između naučnika i pojedinaca sa iskustvom u vladi, diplomatiji i vojsci, za detaljnu diskusiju i analizu problema i mogućnosti na preseku nauke i svetskih afera. Da bi se osigurala slobodna i iskrena razmena mišljenja, koja pogoduje nastanku izvornih ideja i efikasnoj komunikaciji između različitih ili antagonističkih vlada, država i grupa, sastanci Pagvoša se po pravilu održavaju privatno. Ovo je glavni modus operandi Pagvoša. Pored uticaja na vlade prenošenjem rezultata ovih rasprava i sastanaka, Pagvoš takođe nastoji da utiče na naučnu zajednicu i na javno mnjenje držanjem posebnih vrsta sastanaka i putem svojih publikacija.”
Zvaničnici uključuju predsednika i generalnog sekretara. Formalnu upravu obezbeđuje pagvoški savet, koji obavlja dužnost pet godina. Takođe postoji izvršni komitet koji pomaže generalnom sekretaru. Džajanta Danapala je trenutni predsednik. Paolo Kota-Ramusino je trenutni generalni sekretar.
Četiri kancelarije Pagvoša, u Rimu (međunarodni sekretarijat), Londonu, Ženevi i Vašingtonu, pružaju podršku aktivnostima Pagvoša i služe kao veze sa Ujedinjenim nacijama i drugim međunarodnim organizacijama.
Postoji oko pedeset nacionalnih pagvoških grupa, organizovanih kao nezavisni entiteti, a često ih podržavaju ili njima upravljaju nacionalne akademije nauka. Međunarodne studentske/mlade pagvoške grupe sarađuju sa međunarodnom pagvoškom grupom, ali su nezavisne.

## Doprinosi međunarodnoj bezbednosti
Prvih petnaest pagvoških godina poklopilo se sa Berlinskom krizom, Kubanskom raketnom krizom, invazijom Varšavskog pakta na Čehoslovačku i Vijetnamskim ratom. Pagvoš je igrao korisnu ulogu u otvaranju kanala komunikacije u vreme inače zategnutih zvaničnih i nezvaničnih odnosa. Ova organizacija je pružila pripremni doprinos Ugovoru o delimičnoj zabrani testiranja (1963), Ugovoru o neproliferaciji (1968), Ugovoru protiv balističkih projektila (1972), Konvenciji o biološkom oružju (1972) i Konvenciji o hemijskom oružju (1993). Bivši američki ministar odbrane Robert Maknamara pripisao je zasluge pagviškoj inicijativi za povratni kanal (kodno nazvan Pensilvanija) putem koga su položeni temelji za pregovore koji su okončali Vijetnamski rat. Mihail Gorbačov je priznao uticaj ove organizacije na njega dok je bio lider Sovjetskog Saveza. Pored toga, Pagvošu se pridaju zasluge kao revolucionarnoj i inovativnoj „transnacionalnoj” organizaciji i vodećem primeru efikasnosti Trak II diplomatije.
Tokom Hladnog rata se tvrdilo da je Pagvoška konferencija postala čelna konferencija za Sovjetski Savez, čiji su agenti često uspevali da oslabe pagvošku kritiku prema SSSR-u i da se umesto toga koncentrišu na krivicu za Sjedinjene Države i Zapad. Godine 1980, Stalni odabrani odbor za obaveštajne poslove dobio je izveštaj da su sovjetski delegati koristili Pagvošku konferenciju za promociju sovjetske propagande. Džozef Rotblat je izjavio da je u njegovom Bertrand Raselovom mirovnom predavanju 1998. godine bilo nekoliko učesnika konferencija iz Sovjetskog Saveza „koji su očigledno poslati da nametnu partijsku liniju, ali da se većina učesnika sastojala od istinskih naučnika, i da su se ophodili kao takvi.”
Po završetku Hladnog rata, tradicionalni pagvoški fokus na smanjenju zastupljenosti nuklearnog oružja i promociji sveta bez nuklearnog oružja i drugog oružja za masovno uništavanje, usmeren je na sledeće oblasti:
- Nuklearna stabilnost, nuklearno razoružanje i neširenje: 1. Tradicionalno nuklearno razoružanje, američko-rusko nuklearno razoružanje, nuklearno oružje u Evropi; 2. Nuklearno oružje i nuklearna proliferacija na Bliskom Istoku, izraelsko nuklearno oružje, iranski nuklearni program, predlog za Bliskoistočnu zonu bez oružja za masovno uništavanje, arapski stavovi prema nuklearnom oružju i nuklearnoj proliferaciji; 3. Nuklearni odnosi Indije i Pakistana, efekti nuklearnog sporazuma SAD-a i Indije; 4. Severna Koreja.
- Regionalna sigurnost u regionima u kojima postoji nuklearno oružje ili su rizici od širenja nuklearnog oružja značajni: 1. Bliski Istok - opšta pitanja, uticaj palestinskog problema i njegova važnost u arapskom svetu, posledice takozvanog Arapskog proleća i rast islamskih pokreta i partija, arapsko-iranskih, arapsko-izraelskih i iransko-izraelskih odnosa; 2. Južna Centralna Azija - tradicionalni antagonizam između Indije i Pakistana, uloga terorističkih napada u pogoršanju takvog antagonizma, američko-pakistanski odnosi uopšte. Uloga radikalnih pokreta u Pakistanu, pomirenje i mir u Avganistanu, razgovor sa Talibanima (da li je moguće i kako to treba učiniti), pakistansko-avganistanski odnosi.

Pagvoški pokret se takođe bavi ekološkim pitanjima, i kao rezultat svog sastanka 1988. u Dagomisu izdao je Dagomisku deklaraciju o degradaciji životne sredine.

## Nobelova nagrada za mir
Godine 1995, pedeset godina nakon bombardovanja Nagasakija i Hirošime, i četrdeset godina nakon potpisivanja Rasel-Ajnštajnovog manifesta, Pagvoške konferencije i Džozef Rotblat su zajedno dobili Nobelovu nagradu za mir „za njihove napore na smanjenju uloge koju igra nuklearno oružje u međunarodnoj politici i, dugoročno gledano, eliminisanju takvog oružja”. Norveški Nobelov komitet nadao se da će dodeljivanje nagrade Rotblatu i Pagvošu „podstaći svetske lidere da pojačaju napore da svet oslobode nuklearnog oružja”. U svom govoru tokom prihvatanja nagrade, Rotblat je citirao ključnu frazu iz Manifesta: „Zapamtite svoju humanost”.

## Nasleđe
Kao rodno mesto Pagvopkog pokreta, Loža mislilaca proglašena je nacionalnim istorijskim lokalitetom Kanade 2008.

## Jubilarna Pagvoška konferencija u Astani
Jubilarna 62. Pagvoška konferencija posvećena nuklearnom razoružanju održana je u Astani, glavnom gradu Kazahstana, 2017. godine. Konferencija je proslavljala 60. godišnjicu prve Pagvoške konferencije, održane u Pagvošu, Nova Škotska 1957. godine. Tema konferencije je bila „Suočavanje sa novim nuklearnim opasnostima”. Program konferencije je imao fokus na jačanju zabrane nuklearnih pokusa i borbi protiv terorizma.

## Napomene
1. ↑  Russell's exclusion is explained because the Nobel Prizes are never awarded posthumously.

## Spoljašnje veze
- through 1996 only)}-
- „Home | MIT Security Studies Program (SSP)”. ssp.mit.edu. Приступљено 2019-12-10.
- „About IFS”. International Foundation for Science. Приступљено 7. 4. 2014.